# Fulía
La fulía es un ritmo o estilo musical típico de la costa venezolana. La fulía es cantada o recitada e interpretada con cuatro, guitarra, bandolín o bandola oriental, maracas y tambor cuadrado (en el oriente del país); la tambora de velorio o tamborita (en la región central); cuatro (en el llano). La fulía, a pesar de ser un ritmo muy rico, no se suele bailar, por respeto a la cruz.
Este ritmo suele acompañar la celebración de los velorios de la Cruz de Mayo, el 3 de mayo, fiesta tradicional que rinde tributo al madero en el que murió Cristo. Esta fiesta cristiana coincide algunas celebraciones indígenas en honor a la Naturaleza.Nuestra Fulía Oriental, tiene su origen en España y Portugal y es una de las danzas más antiguas que existen. Es ejecutada en 3/4 y bailada, además de ser interpretada como un aire instrumental.  Fue muy utilizada en el Barroco y era considerada una danza muy ruidosa y desenfrenada. Se distinguen dos tipos de fulía, una temprana, que tiene como esquema armónico: i-V-i-VII-i-V;  y otra tardía que tiene como esquema armónico:  i-V-i-VII-III-VII-i-V. Ambas poseen variantes. Era una danza que además tenía como recurso la improvisación en los instrumentos. 